# Risdonius
Risdonius là một chi nhện trong họ Anapidae.